# 高木美帆
高木美帆（日语：／ Takagi Miho */?、1994年5月22日—），北海道中川郡幕別町出身，日本女子速度滑冰及足球運動員，身高163cm。目前就讀於幕別町立禮內中學。主要擅長1500m之比賽，也有參與500m以及3000m的比賽。

## 生涯簡介
- 一家之組成：父、母、哥哥、姐姐及自己。哥哥及姐姐高木菜那都是競速滑冰選手。受其影響下在5歲開始投入速度滑冰運動。
- 7歲開始踢足球，在就讀中學時與男子足球隊員混打，並經常擔任先發前鋒。更曾經參與U-15女子準國家隊級訓練營。
- 自己也經常練習嘻哈舞。
- 在2009年波蘭舉行的青少年錦標賽中獲得第四名。同月在荷蘭舉行的青少年速度滑冰世界杯中更獲得了500m及1000m冠軍，更創下日本中學生紀錄。
- 2009年12月在長野舉行的日本冬季奧運代表選拔賽中，於1500m中獲得冠軍、1000m及3000m獲得第三名，但最終因體力因素而放棄參加3000m。
- 2010年首次參加溫哥華冬季奧運會，成為了日本史上最年輕的速度滑冰奧運代表選手（年僅15歲）。
- 個人座右銘：「一球入魂」。

## 賽服透視疑雲
2010年2月9日，高木美帆於列治文速度滑冰場訓練時被媒體發現她的賽服有古怪，原來是賽服的下半身部分露出了類似內褲的物體，轟動全場；但是真相到底如何還是高木真的有其大膽作風，則有待查證澄清。

## 荣誉

### 日本勋章奖章
- 紫绶褒章饰版（2022年4月29日公布[1]）

## 外部連結
- 大公報：日美女穿「透視裝」雷翻冬奧會
- 獀狐體育2010冬奧春晚：明星穿衣怎可随心所欲？